# Angelo Brigada
Angelo Brigada (Mortara, 12 aprile 1912 – Fiumicino, 9 dicembre 1999) è stato un compositore, paroliere e direttore d'orchestra italiano.

## Biografia
Dopo essersi diplomato in armonia e composizione al liceo musicale di Vercelli, inizia nella seconda metà degli anni '30 a lavorare come compositore di musica leggera, scrivendo anche canzoni per il Trio Lescano, Ernesto Bonino e il Quartetto Cetra.
Con la canzone "Oro di Napoli", interpretata da Nilla Pizzi, partecipò al primo Festival di Sanremo nel 1951.
Nel 1956 collaborò con Dino Verde, per cui scrisse le musiche della commedia musicale Vacanze a Monte Carlo; nello stesso periodo lavorò in radio per Il motivo in maschera, mentre l'anno successivo scrisse le musiche per La tombola, varietà con gioco a premi di Guglielmo Zucconi e Umberto Simonetta, presentato da Nunzio Filogamo con la regia di Giulio Scarnicci.
Ha pubblicato alcune incisioni come direttore d'orchestra, usando anche lo pseudonimo Louis Nona.
È sepolto nel cimitero di Maccarese.

## Canzoni scritte da Angelo Brigada
| Anno | Titolo                 | Autori del testo | Autori della musica | Interpreti                       |
| ---- | ---------------------- | ---------------- | ------------------- | -------------------------------- |
| 1941 | Il mio cuore           | Angelo Brigada   | Angelo Brigada      | Trio Lescano                     |
| 1941 | Tu sei bella           | Nisa             | Angelo Brigada      | Ernesto Bonino e il Trio Lescano |
| 1942 | Ritmo e felicità       | Angelo Brigada   | Angelo Brigada      | Quartetto Cetra                  |
| 1951 | Oro di Napoli          | Umberto Bertini  | Angelo Brigada      | Nilla Pizzi                      |
| 1965 | Una sera con la luna   | Giovanni Ornati  | Angelo Brigada      | Roberta Mazzoni                  |
| 1966 | Ritornerò in settembre | Cristaudo        | Angelo Brigada      | I Jaguars                        |
| 1966 | Non sei sincera        | Cristaudo        | Angelo Brigada      | I Jaguars                        |

## Discografia

### Album
- 1976 - Luna sorgente (Edipan, SML 101)
- 1977 - Supposing (New Bingo Records, LNB 704)

### EP
- 1958 - Sottofondi musicali n. 2 (RCA Italiana, EPA 30-281; con Piero Umiliani)

### Singoli
- 1958 - Ballando il mambo/Bolero latino (Fonit Cetra, SP 164)
- 1958 - Let's walk/Quella cosa che si chiama amore (Fonit Cetra, SP 165)